# Acamptopoeum calchaqui
Acamptopoeum calchaqui är en biart som beskrevs av Compagnucci 2004. Acamptopoeum calchaqui ingår i släktet Acamptopoeum och familjen grävbin. Inga underarter finns listade i Catalogue of Life.